# 硅锰铜石
硅锰铜石（英语：Abswurmbachite）是一种铜锰硅酸盐矿物（(Cu,Mn2+)Mn3+6O8SiO4）。它于1991年首次被描述，并以德国矿物学家伊姆加德·阿布斯-武尔姆巴赫（Irmgard Abs-Wurmbach）的名字命名。它在四方晶系中结晶。其莫氏硬度为6.5，比重为4.96。具有金属光泽，颜色乌黑，带有浅棕色条纹。